# Аллередська осциляція
Аллередська осциляція (Аллередське коливання, Аллередське міжсезоння або Аллередське потепління (іноді просто аллеред) в класифікації кліматичних періодів Блітта-Сернандера, теплий і вологий період глобального потепління в кінці останнього зледеніння між середнім і пізнім дріасом. В ході Аллередського потепління в Атлантиці стався підйом температури майже до сучасного рівня, після чого вона знову впала в період пізнього дріасу, за яким настав сучасний міжльодовиковий період.

## Географічне поширення
У ряді регіонів, особливо на півночі Євразії, є свідчення окремих пережитків холодного періоду, відомого як древній дріас . У цих місцях коротке потепління в період древнього дріасу носить назву Беллінгська осциляція, а аллередський період розглядається як повне закінчення древнього дріасу.
Аллередська осциляція названа на честь геологічних знахідок в данській комуні Аллеред поблизу Копенгагена, де вперше були виявлені геологічні шари, пов'язані з потеплінням, які були описані в публікації 1901 Миколи Хартца і Мілтерса.

## Датування
Аллередський період умовно датується в 12-11 кілороків до Р. Х. з похибкою в кількасот років.

## Флора
Під час аллередського потепління, яке багато в чому нагадувало сучасний клімат, в Євразії переважали змішані вічнозелені і листяні ліси, причому на південь листяні ліси переважали, як і в наші дні. Широко були представлені береза, ясен, ялина, сосна, модрина та ялівець, періодично траплялися дуб і ліщина. Злаки зустрічалися на відкритій місцевості.

## Фауна
Серед тварин, на яких полювали люди того часу, зустрічалися благородний олень, лось, дикий кінь, ірландський олень і бобер. Також у багатьох регіонах був присутній бурий ведмідь.

## Людина
Люди в Європі в той період добували собі прожиток в основному полюванням на північного оленя. У Європі були поширені різні культури верхнього палеоліту: епіграветтська, Федермесер, Бромме, Аренсбурзька і Свідерська. На півдні та крайньому сході Європи з'явилися перші ознаки неоліту.